# Přehled evoluce člověka
Přehled zahrnuje jednotlivé nálezy hominidů, kteří hráli významnou roli v evoluci druhu Homo sapiens. Seznam není vyčerpávající a uvádí pouze významné nálezy. Z velké části se nejedná o přímé předky moderních lidí, ale o druhy těmto předkům blízce příbuzné.

## Oligocén
| Obrázek | Katalogové číslo (jméno) | Druh                     | Stáří             | Lokalita         | Stát           | Objev | Publikace          |
| ------- | ------------------------ | ------------------------ | ----------------- | ---------------- | -------------- | ----- | ------------------ |
|         | CGM 26901                | Aegyptopithecus zeuxis   | 30 milionů        | Fajjúm           | Egypt          | 1965  | Elwyn L. Simons    |
|         | SGS UM 2009-002          | Saadanius hijazensis     | 28 - 29 milionů   | Harrat Al Ujayfa | Saúdská Arábie | 2009  | 2010, Iyad Zalmout |
|         | KNM LS 7                 | Kamoyapithecus hamiltoni | 24 - 27,5 milionů | Lothidok         | Keňa           | 1948  | 1995, Meave Leakey |

## Miocén
| Obrázek        | Katalogové číslo (jméno)      | Druh                                | Stáří             | Lokalita              | Stát      | Objev                         | Publikace                                                  |
| -------------- | ----------------------------- | ----------------------------------- | ----------------- | --------------------- | --------- | ----------------------------- | ---------------------------------------------------------- |
|                | BMNH 14084                    | Proconsul africanus                 | 19 - 20 milionů   | Koru                  | Keňa      | 1927, H. L. Gordon            | 1933, Arthur Tindell Hopwood                               |
|                | KNM RU 7290                   | Proconsul heseloni                  | 17 - 18,5 milionů | Rusinga               | Keňa      | 1948                          | Mary Leakey                                                |
|                | KNM WK 16999                  | Afropithecus turkanensis            | 17 - 18 milionů   | Kalodirr              | Keňa      | 1986                          | Richard Leakey, Meave Leakey                               |
|                | ENG 4/1                       | cf. Griphopithecus darwini          | 16,5 - 17 milionů | Engelswies            | Německo   | 1973                          | Heinz Tobien                                               |
|                | IPS 21350 („Pau“)             | Pierolapithecus catalaunicus        | 11,9 milionů      | Hostalets de Pierola  | Španělsko | 2002                          | 2004, Salvador Moyà-Solà                                   |
|                | RUD 200 („Gabi“)              | Dryopithecus brancoi (Rudapithecus) | 9,5 - 10 milionů  | Rudabánya             | Maďarsko  | 1999                          | Gábor Hernyák                                              |
|                | XIR 1                         | Ouranopithecus macedoniensis        | 10,5 milionů      | Xirochori             | Řecko     | 1989                          | 1990, George D. Koufos, Louis de Bonis, Geneviève Bouvrain |
| Zlomek čelisti | KNM-NA 46400                  | Nakalipithecus nakayamai            | 9,8 milionů       | Nakali                | Keňa      | 2005                          | 2007, Yutaka Kunimatsu                                     |
|                | TM 266-01-60-1 („Toumaï“)     | Sahelanthropus tchadensis           | 6,8 – 7,2 milionů | Toros-Menalla         | Čad       | 2001, Ahounta Djimdoumalbaye  | 2002, Michel Brunet                                        |
|                | BAR 1002'00 („Millenium man“) | Orrorin tugenensis                  | 6 milionů         | Kapsomin              | Keňa      | 2000                          | 2001, Martin Pickford, Brigitte Senut                      |
|                | ALA-VP-2/10                   | Ardipithecus kadabba                | 5,2 – 5,8 milionů | Střední Awaš (Alayla) | Etiopie   | 1997, Yohannes Haile-Selassie | 2001, Yohannes Haile-Selassie                              |

## Pliocén
| Obrázek | Katalogové číslo (jméno)        | Druh                           | Stáří             | Lokalita              | Stát                  | Rok objevu                       | Autor                                               |
| ------- | ------------------------------- | ------------------------------ | ----------------- | --------------------- | --------------------- | -------------------------------- | --------------------------------------------------- |
|         | ARA-VP-6/500 („Ardi“)           | Ardipithecus ramidus           | 4,4 miliony       | Střední Awaš (Aramis) | Etiopie               | 1994, Yohannes Haile-Selassie    | 2009, Tim D. White                                  |
|         | KNM KP 271                      | Australopithecus anamensis     | 4 miliony         | Kanapoi               | Keňa                  | 1965, Bryan Patterson            | 1967, Bryan Patterson                               |
|         |                                 | dvounohý hominin               | 3,66 milionu      | Laetoli               | Tanzanie              | 1978, Paul Abell                 | 1979, Mary Leakey                                   |
|         | LH 4                            | Australopithecus afarensis     | 3,6 milionu       | Laetoli               | Tanzanie              | 1974                             | 1976, Mary Leakey                                   |
|         | STW 573 („Little Foot“)         | Australopithecus               | 3,6 milionu?      | Sterkfontein          | Jihoafrická republika | 1994, Ron J. Clarke              | 1998, Ron J. Clarke                                 |
|         | KSD-VP-1/1 („Kadanuumuu“)       | Australopithecus afarensis     | 3,58 milionu      | Woranso-Mile          | Etiopie               | 2005, Alemayehu Asfaw            | 2010, Yohannes Haile-Selassie                       |
|         | KT-12/H1 („Abel“)               | Australopithecus bahrelghazali | 3,58 milionu      | Koro-Toro             | Čad                   | 1995                             | 1995, Michel Brunet                                 |
|         | KNM WT 40000                    | Kenyanthropus platyops         | 3,5 milionu       | Turkana (Lomekwi)     | Keňa                  | 1999, Justus Erus                | 2001, Meave Leakey                                  |
|         | DIK 1-1 („Selam“)               | Australopithecus afarensis     | 3,3 milionu       | Dikika                | Etiopie               | 2000, T. Gebreselassie           | 2006, Zeresenay Alemseged                           |
|         | AL 129-1 („Johansonovo koleno“) | Australopithecus afarensis     | 3,1 - 3,3 milionu | Hadar                 | Etiopie               | 1973, Donald Johanson            | 1976, Donald Johanson                               |
|         | AL 288-1 („Lucy“)               | Australopithecus afarensis     | 3,1 - 3,2 milionu | Hadar                 | Etiopie               | 1974, Tom Gray - Donald Johanson | 1976, Donald Johanson                               |
|         | AL 333 („První rodina“)         | Australopithecus afarensis     | 3,2 milionu       | Hadar                 | Etiopie               | 1975                             |                                                     |
|         | AL 444-2                        | Australopithecus afarensis     | 3 miliony         | Hadar                 | Etiopie               | 1992, Yoel Rak                   | 1994, William H. Kimbel, Donald Johanson, Yoel Rak, |

## Pleistocén
| Obrázek | Katalogové číslo (jméno)     | Druh                       | Stáří           | Lokalita             | Stát                  | Objev                                         | Publikace                                    |
| ------- | ---------------------------- | -------------------------- | --------------- | -------------------- | --------------------- | --------------------------------------------- | -------------------------------------------- |
|         | MLD 1                        | Australopithecus africanus | 2,5 - 3 miliony | Makapansgat          | Jihoafrická republika | 1947, James Kitching                          |                                              |
|         | KNM WT 17000 („Černá lebka“) | Paranthropus aethiopicus   | 2,5 milionu     | Turkana (Lomekwi)    | Keňa                  | 1985, Alan Walker                             | 1986, Alan Walker (archeolog)                |
|         | BOU-VP-12/130                | Australopithecus garhi     | 2,5 milionu     | Střední Awaš (Bouri) | Etiopie               | 1997, Yohannes Haile-Selassie                 | 1999, Berhane Asfaw                          |
|         | Taung („Taungské dítě“)      | Australopithecus africanus | 2,5 milionu     | Taung                | Jihoafrická republika | 1924, M. de Bruyn                             | 1925, Raymond A. Dart                        |
|         | RC 911                       | Paranthropus boisei        | 2,4 milionu     | Malema               | Malawi                | 1996, Friedemann Schrenk                      | 1999, Ottmar Kullmer                         |
|         | TM 1511                      | Australopithecus africanus | 2 - 2,6 milionu | Sterkfontein         | Jihoafrická republika | 1936, Robert Broom                            | 1936, Robert Broom                           |
|         | STW 252                      | Australopithecus africanus | 2 - 2,6 milionu | Sterkfontein         | Jihoafrická republika | 1984                                          | 1999, Charles A. Lockwood, Phillip V. Tobias |
|         | STW 431                      | Australopithecus africanus | 2 - 2,6 milionu | Sterkfontein         | Jihoafrická republika | 1987, A. R. Hughes, S. Sekowe, M. Makgothokgo | 2013, Michel Toussaint                       |
|         | STS 5 („Mrs. Ples“)          | Australopithecus africanus | 2 miliony       | Sterkfontein         | Jihoafrická republika | 1947, Robert Broom                            | 1947, Robert Broom                           |
|         | STS 14                       | Australopithecus africanus | 2 miliony       | Sterkfontein         | Jihoafrická republika | 1947, Robert Broom                            |                                              |
|         | DNH 7 („Eurydice“)           | Paranthropus robustus      | 1,5 - 2 miliony | Drimolen             | Jihoafrická republika | 1994, R. Smith                                | 2000, André W. Keyser                        |
|         | MH 1 („Karabo“)              | Australopithecus sediba    | 1,98 milionu    | Malapa               | Jihoafrická republika | 2008, Matthew Berger                          | 2010, Lee Berger                             |
|         | KNM-ER 1470                  | Homo rudolfensis           | 1,9 milionu     | Turkana (Koobi Fora) | Keňa                  | 1972                                          |                                              |
|         | TM 1517                      | Paranthropus robustus      | 1,8 milionu     | Kromdraai            | Jihoafrická republika | 1938, Gert Terblanche                         | 1938, Robert Broom                           |
|         | SK 48                        | Paranthropus robustus      | 1,5-1,8 milionu | Swartkrans           | Jihoafrická republika | 1950, Fourie                                  |                                              |
|         | SK 54                        | Paranthropus robustus      | 1,5-1,8 milionu | Swartkrans           | Jihoafrická republika | 1949                                          |                                              |
|         | GDA-2                        | Paranthropus robustus      | 1,78 milionu    | Gondolin             | Jihoafrická republika | 1997, L. Dihasu                               | 1999, C. G. Menter et al.                    |
|         | OH 7                         | Homo habilis               | 1,75 milionu    | Olduvai              | Tanzanie              | 1960                                          |                                              |
|         | OH 5 („Louskáček“, „Zinj“)   | Paranthropus boisei        | 1,75 milionu    | Olduvai              | Tanzanie              | 1959, Mary Leakey                             | 1959, Mary Leakey                            |
|         | KNM-ER 406                   | Paranthropus boisei        | 1,7 milionu     | Turkana (Koobi Fora) | Keňa                  | 1969, H. Mutua                                | 1970, Richard Leakey                         |
|         | KNM-ER 15000 ("Turkana Boy") | Homo ergaster              | 1,6 milionu     | Turkana              | Keňa                  | 1984                                          |                                              |
|         | NMT-W64-160 („Peninj 1“)     | Paranthropus boisei        | 1,4 milionu     | Peninj               | Tanzanie              | 1964, Kamoya Kimeu                            | Richard Leakey                               |
|         | KGA 10-525                   | Paranthropus boisei        | 1,4 milionu     | Konso                | Etiopie               | 1993, A. Amzaye                               | 1997, Gen Suwa et al.                        |
|         | OH 80                        | Paranthropus boisei        | 1,34 milionu    | Olduvai              | Tanzanie              | 2010 - 2011                                   | 2013, Manuel Domínguez-Rodrigo               |
|         | Trinil 2                     | Homo erectus               | 1 milion        | Trinil               | Indonésie             | 1891                                          |                                              |
|         | Mauer 1                      | Homo heidelbergensis       | 500 000         | Mauer                | Německo               | 1907                                          |                                              |
|         | Qafzeh IX                    | Homo sapiens               | 90 000          | Qafzeh               | Izrael                | 1933                                          |                                              |
|         | Neanderthal 1                | Homo neanderthalensis      | 40 000          | Neanderthal          | Německo               | 1856                                          |                                              |
|         | Cro-Magnon 1                 | Homo sapiens               | 30 000          | Cro-Magnon           | Francie               | 1868                                          |                                              |
|         | Predmost 3                   | Homo sapiens               | 26 000          | Předmostí            | Česko                 | 1894                                          |                                              |